# Akhénaton (pièce de théâtre)
Pour les articles homonymes, voir Akhenaton (homonymie).
Akhénaton (Akhnaton) est une pièce de théâtre historique originale d'Agatha Christie écrite en 1937 et publiée seulement en 1973.
La pièce met en jeu le personnage d'Akhénaton, pharaon de la XVIIIe dynastie égyptienne.

## Historique de la pièce
En 1937, Agatha Christie écrit la pièce de théâtre Akhénaton, basée sur la vie du pharaon éponyme. Passionnée d'Égypte, elle écrit plus pour elle-même que pour voir sa pièce produite. Avant l'écriture, elle se documente beaucoup sur le sujet avec l'aide de son ami l'égyptologue Stephen Glanville. La légende sur laquelle la pièce est basée a été présentée à Agatha Christie par l'égyptologue Howard Carter, connu pour sa découverte du tombeau de Toutânkhamon. L'autrice et son mari Max Mallowan avaient en effet rencontré Howard Carter à Louxor lors d'un voyage le long du Nil en 1934.
La pièce ne fut jamais jouée du vivant d'Agatha Christie, étant trop chère à produire selon John Gielgud. Christie reconnait elle-même qu'il est difficile financièrement de produire sa pièce, notamment à cause des onze changements de décors et de la vingtaine de comédiens nécessaire.
En 1973, Christie envoie le manuscrit à son éditeur qui le publie l'année même. Finalement, en 1979, la pièce est montée à New York pour la première fois.

## Argument
L'histoire se déroule en Égypte en 1350 av. J.-C. Elle suit la vie et le règne d'Akhénaton, pharaon de la XVIIIe dynastie égyptienne, qui veut convaincre son peuple de changer de religion et d'adopter le culte d'Aton, dieu du soleil. Il est aidé par sa femme Néfertiti et de son fils et successeur Toutânkhaton (futur Toutânkhamon).